# دارين ويلسون (ضابط شرطة)
دارين ويلسون (بالإنجليزية: Darren Wilson)‏ هو ضابط شرطة أمريكي، ولد في 14 مايو 1986 في فورت وورث في الولايات المتحدة.